# Mathías Corujo
Mathías Corujo Díaz (ur. 8 maja 1986 w Sauce) – urugwajski piłkarz, obrońca. Występuje w chilijski klubie Universidad de Chile.